# Вармийская возвышенность
Вармийская возвышенность — область приподнятого моренного рельефа у юго-восточного побережья Балтийского моря. Северную её часть включает в свой состав Калининградская область. Возвышенность пересекает российско-польская граница.
Вармийская возвышенность начинается непосредственно у берега Калининградского залива, где между прибрежными посёлками Мамоново и Ладушкин имеются крутые, обрывистые подступы. Приморские склоны возвышенности являются одним из самых тёплых мест Российской Федерации. Средняя температура января по наблюдениям последних 22 лет составляет здесь +0,3 °C.
На территории Калининградской области, в районе посёлка Долгоруково абсолютная высота возвышенности достигает 191 м, хотя максимальные величины расположены в 10 км к югу, на территории Польши. Это так называемые Гуртовские высоты (216 м).
Основной массив возвышенности имеет овальную форму и вытянут в широтном направлении на 60-70 км. С возвышенности стекают реки Витушка, Корневка, Майская, Резвая, Покосная и др., впадающие в Калининградский залив.
К востоку от Долгоруково Вармийская возвышенность начинает понижаться к низменным долинам рек Лава и Стоговка. Но после посёлка Железнодорожный местность вновь начинает повышаться. Здесь начинается Виштынецкая возвышенность, самая высокая в области.